# Clara Benthien

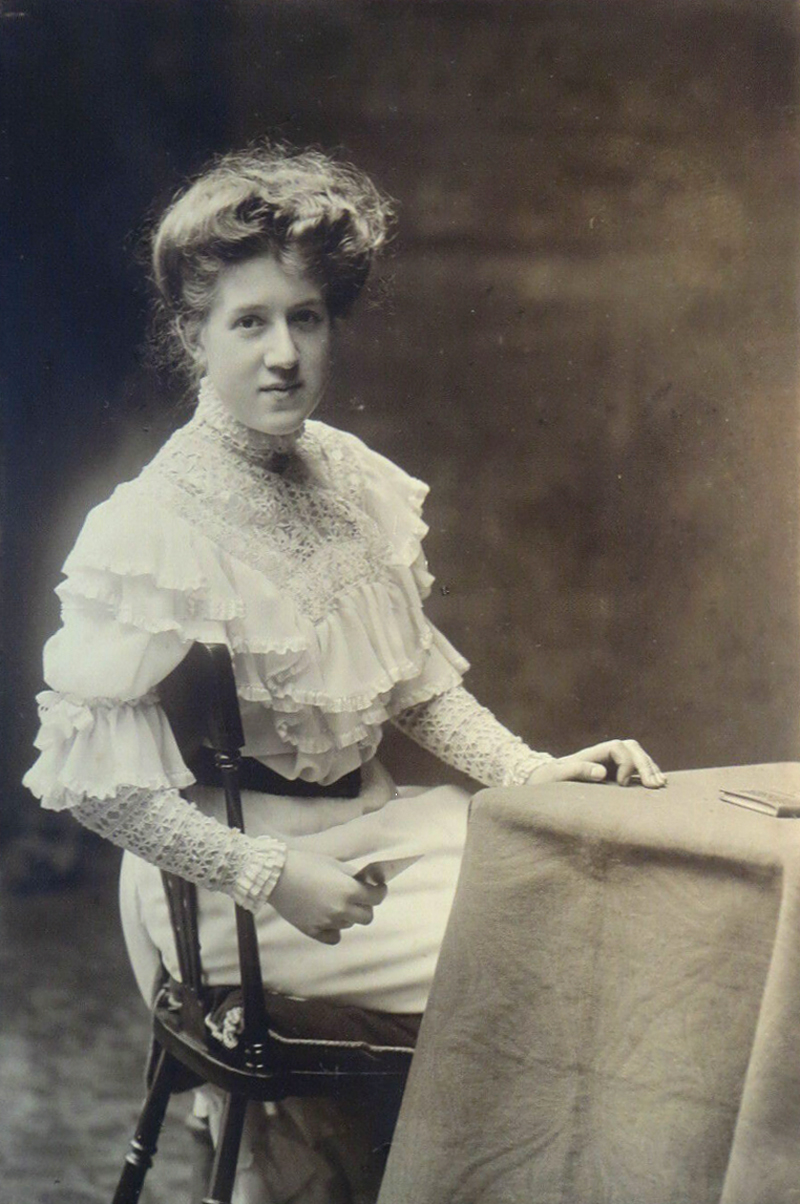
Clara Benthien vor 1912, fotografiert von Otto Renard

Clara Gertrud Antoinette Benthien, geborene Vetter, (* 27. September 1887 in Düsseldorf; † 16. November 1962 in Hamburg) war eine deutsche Hutmacherin und Inhaberin eines Künstlerlokals in Hamburg.

## Leben
Clara Benthin wurde als Tochter des Düsseldorfer Architekten Carl Vetter und dessen Frau Christine geboren. Die Mutter verstarb früh. Benthien wuchs mit einer jüngeren Stiefschwester auf und absolvierte nach dem Schulbesuch eine Ausbildung zur Hutmacherin. 1912 heiratete sie den Bühnenmaler und „begabten Zeichner“ Hans Benthin (1881–1947), ein Jahr später wurde die gemeinsame Tochter Henriette geboren.
Im Ersten Weltkrieg führte Clara Benthin in Hamburg einen kleinen Modesalon und arbeitete in ihrem erlernten Beruf. Nach Kriegsende stieg ihr Mann in den Weinhandel ein und gründete in den Gewölben der Nikolaikirche eine Weingroßhandlung mit Probierstube. Da sich das Unternehmen ausdehnte, zog das Büro der Weingroßhandlung in die Hohe Bleichen. Für die Probierstube fand man Kellerräume nahe dem Hauptbahnhof in der Straße Brandsende/Ecke Raboisen und nannte die Lokalität Benthiens Weinstuben. Clara Benthin entwarf die Innendekoration und bot kleine Speisen an. Durch die Nähe insbesondere zur Kunsthalle, dem Thalia Theater und den Hamburger Kammerspielen, die damals noch am Besenbinderhof beheimatet waren, entwickelte sich die Probierstube ab 1929 zu einer „legendären Künstlerkneipe“. „Tante Clara“, wie Clara Benthien von den Gästen liebevoll genannt wurde, stand immer mehr im Mittelpunkt des Unternehmens. Sie unterstützte mittellose Künstler, indem sie unter anderem die Räumlichkeiten für Ausstellungszwecke zur Verfügung stellte. Inspiriert durch Claire Waldoff, die bei Auftritten in Hamburg häufig in Benthins Weinstuben einkehrte, sang „Tante Clara“ Chansons und Bänkellieder für ihre Gäste, zu denen neben vielen anderen Prominente wie Marianne Hoppe, Victor de Kowa, Anita Berber, Erich Lüth oder Heinrich George zählten.

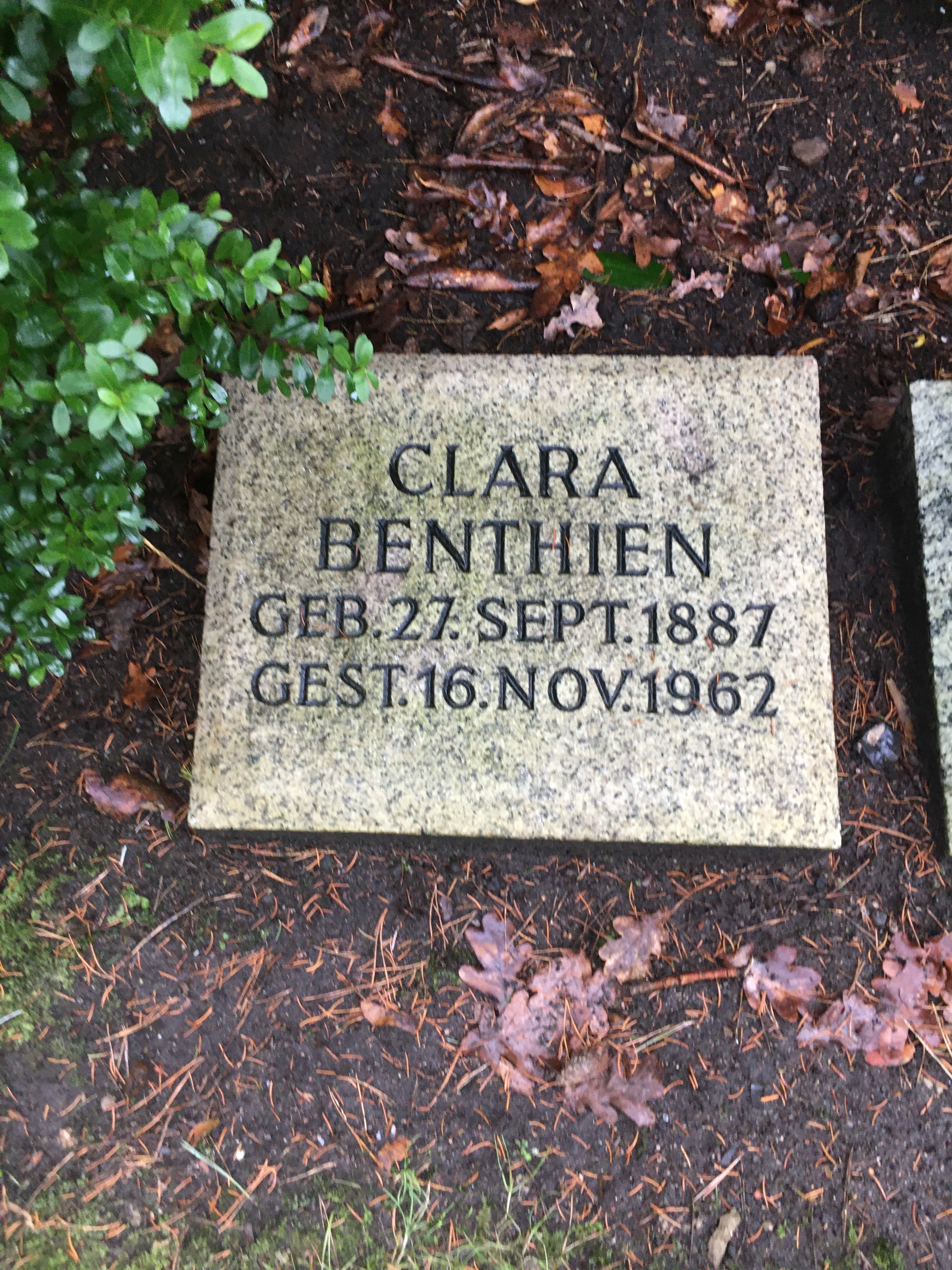
Grabstein Clara Benthien auf dem Friedhof Ohlsdorf

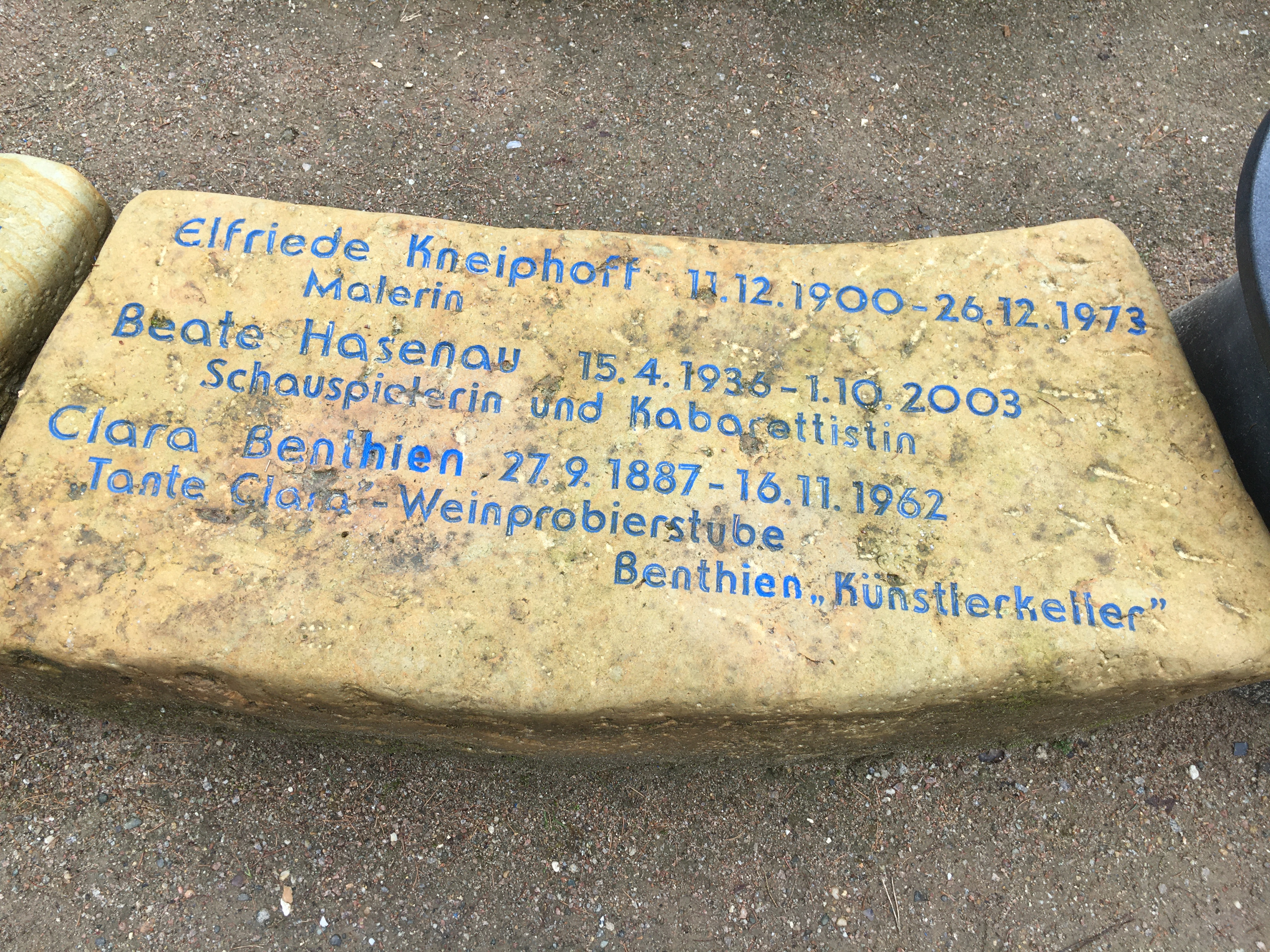
Erinnerungsstein Clara Benthien

Während der Zeit des Nationalsozialismus wurde das Lokal ein wichtiger Treffpunkt nicht nur für Oppositionelle. Benthien unterstützte sowohl von den Nationalsozialisten verfolgte Menschen wie Juden und Freimaurer, beispielsweise bei deren Bemühen um Emigration, als auch solche, die durch die Bombardierungen Hamburgs obdachlos geworden waren. 1944 wurde das Lokal Opfer der Bombenabwürfe, viele Kunstgegenstände sowie einige Gästebücher konnten gerettet werden.
1947 starb Hans Benthien, mit dem Clara das Lokal gemeinsam führte, woraufhin sich „Tante Clara“ zunächst aus dem Geschäft zurückzog. In den 1950er-Jahren versuchte sie vergeblich, mit der Eröffnung eines Lokals in der Warburgstraße nahe dem Dammtor-Bahnhof an die alten Erfolge anzuknüpfen. 1962 verstarb sie 75-jährig im Familienkreis und wurde auf dem Ohlsdorfer Friedhof beigesetzt. Die Grabstätte befindet sich im Planquadrat N 26 schräg gegenüber vom Wasserturm. Ferner wird auf einem Erinnerungsstein im Garten der Frauen Clara Benthiens gedacht. Vom 18. Januar bis 3. März 2013 fand eine von der Enkelin Nele Lipp in der Staats- und Universitätsbibliothek Hamburg eingerichtete Ausstellung über das Leben und Wirken ihrer Großmutter statt.

## Rezeption
- Gisela Schütte: Die Sphinx von Hamburg. In: Die Welt vom 13. Januar 2013 (abgerufen am 25. Februar 2021)
- Eine Kneipe namens Tante Clara. In: Die Welt vom 17. Januar 2013 (abgerufen am 25. Februar 2021)
- Claras Anti-Nazi-Treff. In: taz vom 17. Januar 2013 (abgerufen am 25. Februar 2021)
- Petra Schellen: Ihre Seele war weit weg In: taz vom 2. Februar 2013 (Interview mit Nele Lipp) (abgerufen am 25. Februar 2021)
- Matthias Gretzschel: Benthiens Weinprobierstube: Erinnerungen an Tante Clara ... In: Hamburger Abendblatt vom 17. Januar 2013 (abgerufen am 25. Februar 2021)
- Sybille Arendt: Hommage an die Hamburger Sphinx. In: Hinz&Kunzt vom 29. Januar 2013 (abgerufen am 25. Februar 2021)